# 三重県道778号中井浦九鬼線
三重県道778号中井浦九鬼線（みえけんどう778ごう なかいうらくきせん）は三重県尾鷲市内を通る一般県道である。

## 概要

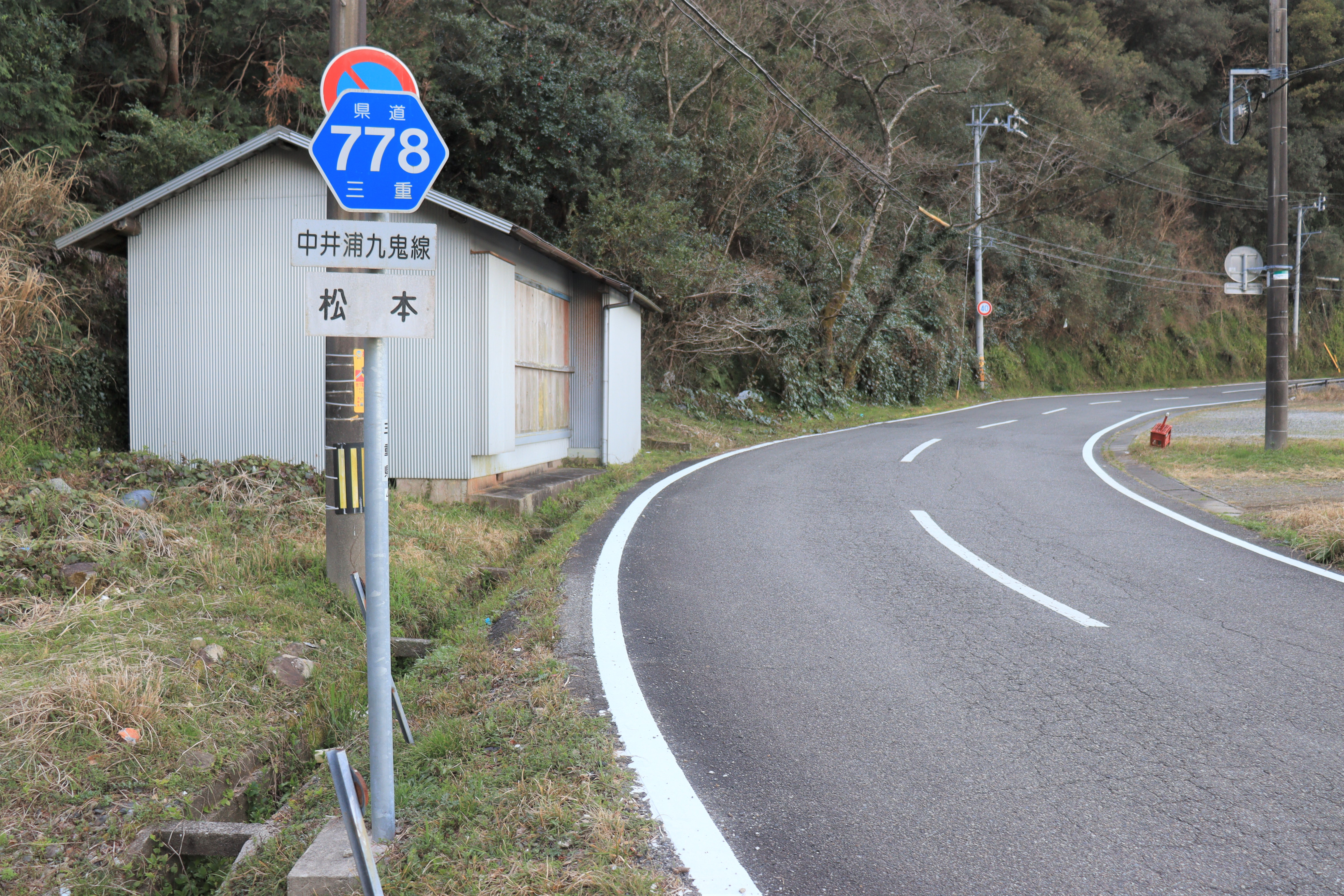
三重県道778号中井浦九鬼線、尾鷲市行野浦にて

一部区間は、1992年（平成4年）に八鬼山トンネルが開通するまでの間国道311号であった。

### 路線データ
- 起点：尾鷲市坂場西町1183番4地先[3]（坂場交差点）
- 終点：尾鷲市九鬼町字平見887番32地先[3]
- 総延長：12.929km
- 路線認定及び区域決定：1993年（平成5年）9月10日[1][4]

## 路線概況

### 重複区間
なし

### 交通規制
- 尾鷲市行野浦 - 同市九鬼町の約10.5kmの区間は、時間雨量40mm/h、連続雨量200mmで通行規制となる[5]。

## 地理
尾鷲市坂場西町から北川に沿って尾鷲港に向かい、天満浦から尾鷲湾岸を通る。行野浦字松本から八鬼山に向けて進み、狭隘な山道に変化する。国道311号との交点が終点となる。

### 通過する自治体
- 三重県尾鷲市

### 接続する道路
- 国道42号：起点
- 三重県道155号海山尾鷲港線：尾鷲市天満浦
- 三重県道203号尾鷲港尾鷲停車場線：尾鷲市港町
- 国道311号：終点

### 沿線

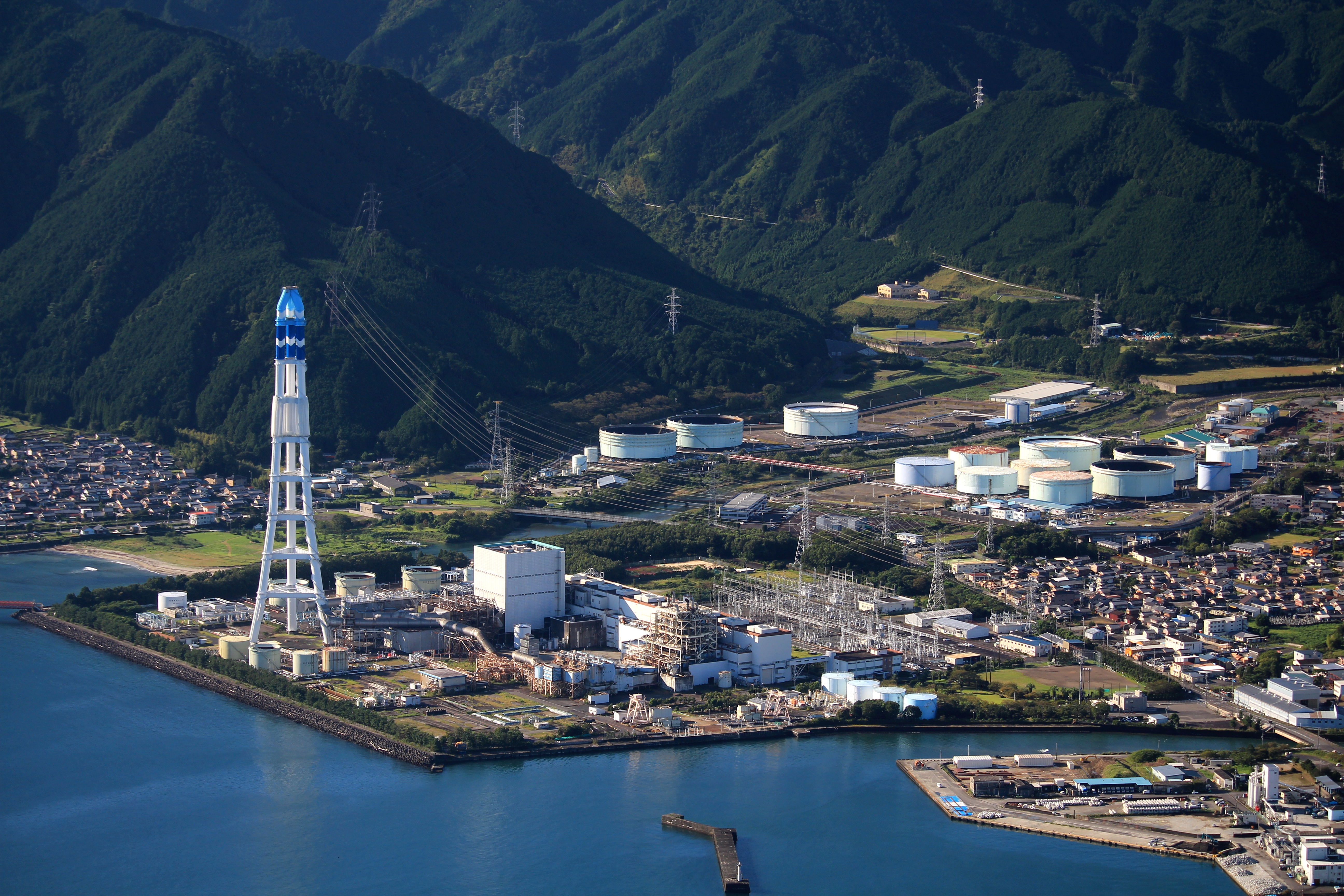
天狗倉山から望む尾鷲三田火力発電所、中央付近に三重県道778号中井浦九鬼線が通る

- 尾鷲神社
- 尾鷲港
  - 尾鷲漁業協同組合
- ハローワーク尾鷲
- 尾鷲市民文化会館（せぎやまホール）

- 三重県立熊野古道センター
- JR紀勢本線 大曽根浦駅
- 八鬼山健康とゆとりの森

## 参考資料
- 『県別マップル24 三重県道路地図』（昭文社、2009年3版1刷発行、ISBN 978-4-398-62474-1 、15,75ページ）